# Ведерников, Андрей Георгиевич
Андре́й Гео́ргиевич Веде́рников (1 октября 1959, Ижевск — 29 февраля 2020, Ижевск) — советский велогонщик; первый советский чемпион мира по велоспорту (1981), Заслуженный мастер спорта СССР.

## Биография
Андрей Георгиевич Ведерников родился 1 октября 1959 года в Ижевске.
Сначала занимался конькобежным спортом, а с 1972 года — велосипедным, выступая за армейский клуб Куйбышева.
Погиб 29 февраля 2020 года на территории санатория «Металлург» в Ижевске в результате падения дерева.

## Спортивные достижения
- 1979, СССР — победитель многодневной гонки в командном зачёте[3]
- 1980, Мексика — победитель международной гонки[3]
- 1981, чемпионат мира — чемпион мира в групповой гонке среди любителей[3]
- Пятикратный чемпион СССР[6].

Мастер спорта международного класса по  велоспорту. Заслуженный мастер спорта СССР.
Международный союз велосипедистов в 1981 года назвал его в числе лучших гонщиков-любителей мира.